# Isabelle Sadoyan
Isabelle Sadoyan (Lyon, 12 mei 1928 – Saint-Didier-au-Mont-d'Or, 10 juli 2017) was een Franse actrice van Armeense afkomst. Ze verscheen in vijftig langspeelfilms. Zij had ook een heel vruchtbare theatercarrière.

## Leven en werk

### Afkomst, opleiding en eerste toneeljaren
Isabelle Sadoyan werd geboren als de dochter van Armeense ouders die zich, om te ontkomen aan de Armeense Genocide, in Frankrijk hadden gevestigd. Ze groeide op in de Armeense wijken van Lyon. 
Ze volgde eerst een opleiding van naaister en kleermaakster vooraleer ze ging lessen volgen aan het Conservatoire de Lyon. In 1948 ontmoette ze tijdens een stage Roger Planchon, een acteur en toekomstige toneeldirecteur en toneelregisseur.
Samen met Planchon en haar toekomstige man Jean Bouise stond ze in 1950 mee aan de wieg van het Théâtre de la Comédie de Lyon. In 1957 vestigde het gezelschap zich in Villeurbanne onder de naam Théâtre de la Cité de Villeurbanne, waarvan Planchon de leiding had. In 1972 vond het Théâtre national populaire daar ook onderdak. Het koppel Sadoyan-Bouise volgde Planchon naar Villeurbanne en pas in 1976 verliet Sadoyan Planchon en trok ze naar Parijs.

### Film en typische filmrollen
Sadoyan debuteerde tamelijk laat, op 42-jarige leeftijd, in de filmwereld: in 1970 in Les Choses de la vie, een drama waarin ook haar man Jean Bouise te zien was. Van meet af aan nam ze (bescheiden) bijrollen voor haar rekening. Niet alleen gevestigde waarden zoals Luis Buñuel, Henri Verneuil, Claude Chabrol, Jean-Luc Godard en Claude Lelouch maar ook vertegenwoordigers van de jongere garde als Luc Besson, Olivier Assayas, Arnaud Desplechin en Thomas Lilti deden een beroep op haar diensten. 
Ze portretteerde vooral
- gewone vrouwen: verpleegster, bewaakster, non, bakkerin, patiënte, klant in een kapsalon, mevrouwen, tot en met een (niet zo gewone) geest
- echtgenotes: in L'Adolescente (1979) was ze de vrouw van de burgemeester, in Les Fantômes du chapelier (1982) de vrouw van Charles Aznavour, in La Bête noire (1983) en in Subway (1985) de vrouw van de prefect,

- moederfiguren met een aangeboren goedheid. Zo speelde ze de moeder van de mentaal gehandicapte Georges in de succesrijke tragikomedie Le Huitième Jour (1996) en de wat bizarre moeder van de plattelandsdokter in Médecin de campagne (2016), en ook een schoonmoeder in de tragikomedie Le Passager de l'été (2006),

- tantes: in Verneuils autobiografisch tweeluik Mayrig - 588, rue Paradis (1991-92), in de komedie Origine contrôlée (2000) en in de drama's Aram (2002) en Thérèse Desqueyroux (2012),

- grootmoeders: in de tragikomedie Soigne ta droite (1987), in de horrorfilm In the Eye of the Snake (1991) en in het drama L'Appât (1995),

- meiden: in Les Misérables (1995) de dienstmeid van de bisschop die het hoofdpersonage Jean Valjean onderdak verschaft, dienstmeid ook in Trois couleurs: Bleu (1993) en trouwe kokkin van de familie in het drama L'Heure d'été (2008), en ook een gouvernante in het oorlogsdrama Partir, revenir (1985).

Sadoyan kruiste af en toe het pad van lotgenoten die net als zij van Armeense afkomst waren en van wie de families eveneens de Armeense genocide waren ontvlucht. 
- Zo vertolkte ze de echtgenote van de Frans-Armeense kleermaker Kachoudas (vertolkt door Charles Aznavour wiens Armeense naam Aznavourian was) in het misdaaddrama Les Fantômes du chapelier.

- Generatiegenoot en acteur van Frans-Armeense afkomst Charles Gérard en zijzelf maakten deel uit van dezelfde cast van twee Claude Lelouch-films: Partir, revenir en Un homme et une femme, 20 ans déjà (1985).

- Ze werkte mee aan Verneuils (Frans-Armeens cineast wiens echte naam Malakian was) intimistisch tweeluik Mayrig - 588 rue Paradis, gebaseerd op zijn terugblikkende autobiografische geschriften.

- In 2002 draaide ze onder regie van de Frans-Armeense cineast Robert Kechichian het drama Aram dat met de oorlog in Nagorno-Karabach is gelieerd.

### Toneel
Sadoyan had een bloeiende en heel intense toneelcarrière. Ze stond meer dan 65 jaar op de planken. In 1950 debuteerde ze in een boulevardtoneelstuk naar Labiche en Courteline in een regie van Roger Planchon. Vrijwel onmiddellijk daarna schakelde ze onder Planchon over op een zowel klassiek als modern repertoire. Zowel Shakespeare, Christopher Marlowe, Molière, Marivaux, Nikolaj Gogol en Heinrich von Kleist als Arthur Adamov, Bertolt Brecht, Eugène Ionesco, Michel Vinaver en (stukken van) Planchon zelf passeerden, dikwijls meermaals, de revue. Ruim 25 jaar werd ze bijna uitsluitend door Planchon geregisseerd.
Haar opleiding als naaister en kleermaakster kwam haar goed van pas want ze werkte ook als kostuumontwerpester voor een aantal stukken.
Daarna ging ze spelen in Parijs. Veertig jaar lang was ze te zien in grotendeels moderne en eigentijdse stukken, in diverse zalen, en dit tot een jaar voor haar overlijden.

### Privéleven
Sadoyan trouwde in 1954 met acteur Jean Bouise die zij had ontmoet bij Roger Planchon. 
Zij overleed in 2017 op 89-jarige leeftijd aan een hartfalen.  

## Filmografie (selectie)
- 1970 - Les Choses de la vie (Claude Sautet)
- 1971 - L'Alliance (Christian de Chalonge)
- 1972 - Les Camisards (René Allio)
- 1976 - Monsieur Klein (Joseph Losey)
- 1977 - Cet obscur objet du désir (Luis Buñuel)
- 1979 - L'Adolescente (Jeanne Moreau)
- 1980 - La Banquière (Francis Girod)
- 1982 - La Passante du Sans-Souci (Jacques Rouffio)
- 1982 - Le Retour de Martin Guerre (Daniel Vigne)
- 1982 - Les Fantômes du chapelier (Claude Chabrol)
- 1985 - Partir, revenir (Claude Lelouch)
- 1985 - Subway (Luc Besson)
- 1985 - Un homme et une femme, 20 ans déjà (Claude Lelouch)
- 1986 - Flagrant Désir (Claude Faraldo)
- 1987 - Soigne ta droite (Jean-Luc Godard)
- 1989 - Après la guerre (Jean-Loup Hubert)
- 1991 - In the Eye of the Snake (Max Reid)
- 1991 - Mayrig (Henri Verneuil)
- 1992 - 588, rue Paradis (Henri Verneuil)
- 1993 - Trois couleurs: Bleu (Krzysztof Kieslowski)
- 1993 - Le Petit Garçon (Pierre Granier-Deferre)
- 1995 - L'Appât (Bertrand Tavernier)
- 1995 - Les Misérables (Claude Lelouch)
- 1996 - La Sicilia (Luc Pien)
- 1996 - Le Huitième Jour (Jaco van Dormael)
- 1999 - Les Enfants du marais (Jean Becker)
- 2000 - Origine contrôlée (Zakia Bouchaala en Ahmed Bouchaala)
- 2002 - Aram (Robert Kechichian)
- 2006 - Le Passager de l'été (Florence Moncorgé-Gabin)
- 2008 - L'Heure d'été (Olivier Assayas)
- 2010 - Des filles en noir (Jean-Paul Civeyrac)
- 2012 - Thérèse Desqueyroux (Claude Miller)
- 2015 - Coup de chaud (Raphaël Jacoulot)
- 2016 - Médecin de campagne (Thomas Lilti)
- 2016 - Les Fantômes d'Ismaël (Arnaud Desplechin)
- 2018 - Le Doudou (Julien Hervé en Philippe Mechelen)

## Prijzen
- Biblioteca Nacional de España: XX5522665
- Bibliothèque nationale de France: cb146548468 (data)
- Gemeinsame Normdatei: 1233488139
- International Standard Name Identifier: 0000 0001 2132 2699
- Library of Congress Control Number: no2001101341
- Nationale Bibliotheek van Israël: 987007441253505171
- Système universitaire de documentation: 124930050
- Virtual International Authority File: 49484511
- WorldCat: E39PBJgXhgfrrT4dvGMD6q3JDq